# Italienisches Blatt

Regionale Bilder in Italien:
Französische Farben (gelb)
1. Piemontesi
2. Lombarde
3. Genovesi
4. Toscane (Fiorentine)
Deutsche Farben (cyan)
5. Salisburghesi
Italienische Farben (grün)
6. Bergamasche
7. Bresciane
8. Trentine
9. Trevigiane
10. Triestine
11. Primiera Bolognese
Spanische Farben (orange)
12. Piacentine
13. Romagnole
14. Napoletane
15. Siciliane
16. Sarde

Spielkarten (italienisch: carte da gioco) gibt es in Italien seit dem späten 14. Jahrhundert. Bis Mitte des 19. Jahrhunderts bestand Italien aus vielen kleineren, unabhängigen Staaten, was zur Entwicklung unterschiedlicher regionaler Spielkartenmuster führte. Das Italienische Blatt bezieht sich üblicherweise nur auf Karten aus dem Nordosten Italiens rund um die ehemalige Republik Venedig, die größtenteils in Norditalien, Teilen der Schweiz, Dalmatien und im südlichen Bucht von Kotor Montenegro vorkommen. In anderen Teilen Italiens werden traditionell lokale Varianten des spanischen Blatts, französischen Blatts oder deutscher Farben verwendet. Das italienische Blatt ist, neben den spanischen und portugiesischen, als eine Art des lateinischen Blatts kategorisiert.
Karten des italienischen Blattes verwenden die Farben Schwert (spade), Kelch (coppe), Münze (denari) und Stab (bastoni). Alle italienischen Kartenblätter haben drei Bildkarten pro Farbe: den Buben (fante), den Cavall (cavallo) und den König (re), es sei denn, es handelt sich um ein Tarockspiel. In diesem Fall wird zwischen dem Cavall und dem König zusätzlich eine Dame (donna oder regina) eingefügt.

## Steuermarke

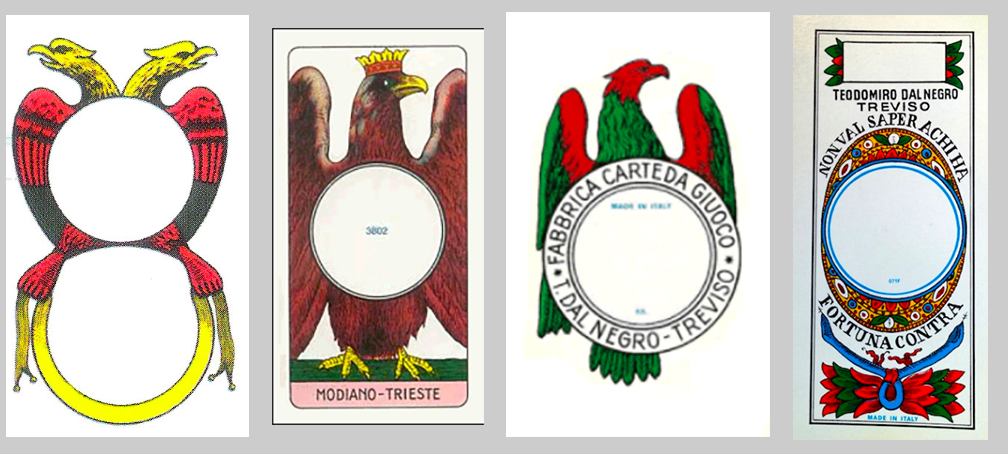
Münzass mit den leeren Kreisen für die Steuermarken. L-R Napoletane, Piacentine, Siciliane, Trevisane.

Bis 1972 mussten alle in Italien verkauften Spielkartendecks einen Stempel tragen, der die Entrichtung der entsprechenden Steuer durch den Hersteller belegte. Dies führte dazu, dass die meisten regionalen italienischen Designs dadurch gekennzeichnet waren, dass eine bestimmte Karte (meist das Münzass) entweder einen leeren Kreis im Design hatte oder im Vergleich zum Rest des Decks nur wenig Grafik aufwies. Darüber hinaus enthalten die meisten regionalen Spielkarten mit spanischen Farben auf dem Münzass einen Adler. Diese Gestaltungsweise blieb auch nach dem Wegfall der Steuermarkenpflicht erhalten.

## Geschichte

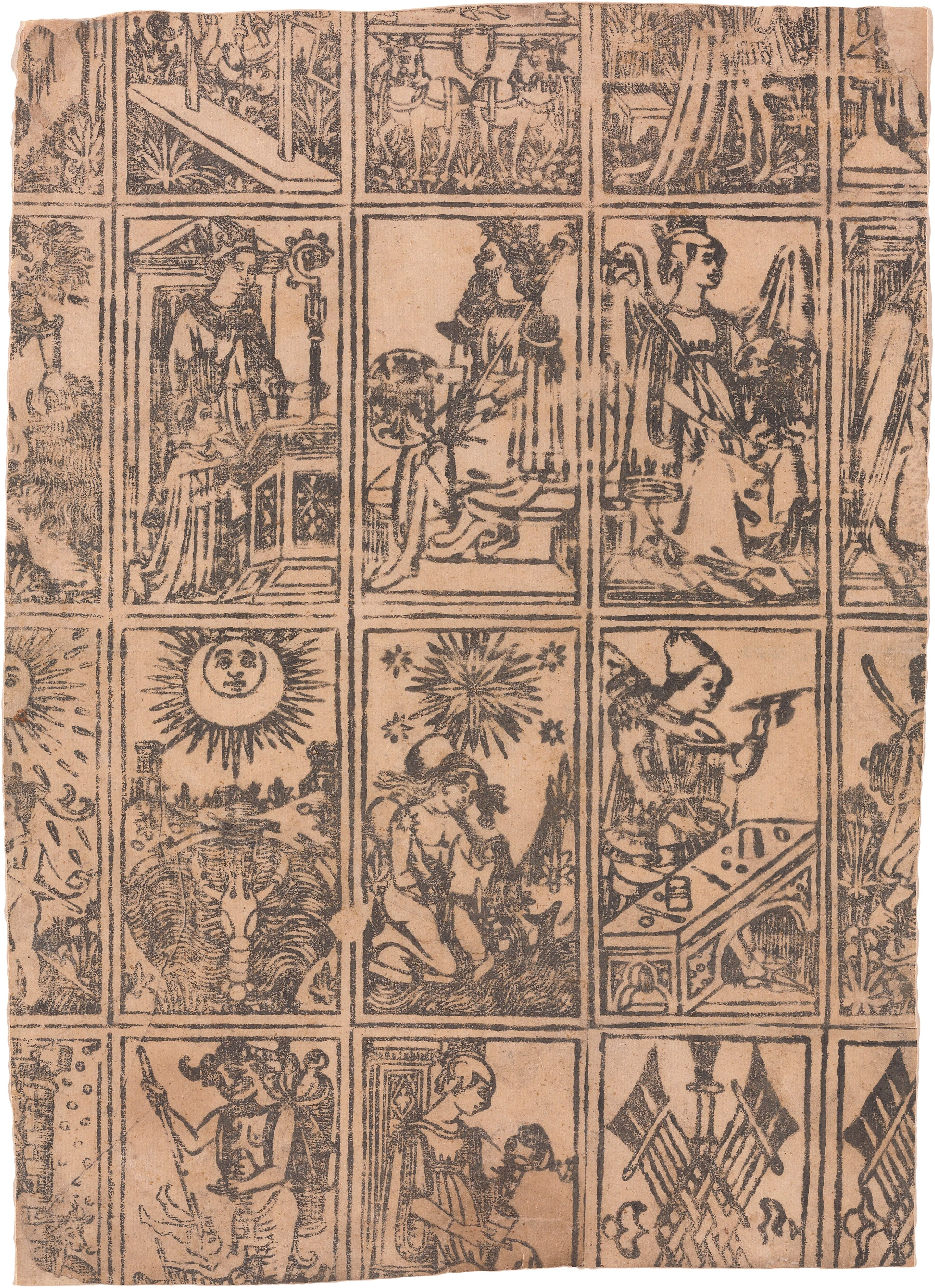
Mailänder Tarocchi, c. 1500

Spielkarten kamen in den 1370er Jahren mit den Mamluken aus Ägypten nach Italien. Die Mamluken verwendeten die Farben Kelche, Münzen, Schwerter und Poloschläger. Da Polo ein unbekannter Sport war, wandelten die Italiener sie in Stäbe um. Italien war eine Ansammlung kleiner Staaten, sodass jede Region ihre eigenen Varianten entwickelte. Süditalien stand unter starkem spanischen Einfluss, daher ähneln die dortigen Karten stark den spanischen. In den norditalienischen Farben wurden gebogene Schwerter anstelle von geraden bzw. die zeremoniellen Stäbe anstelle von Knüppeln verwendet. Im Gegensatz zu ihren spanischen Gegenstücken kreuzen sich Schwerter und Stäbe zudem.
Tarockkarten wurden im frühen 15. Jahrhundert in Norditalien als dauerhafte Trumpffarbe (trionfi) erfunden. Karten mit italienischen Farben sind außerhalb Norditaliens selten zu finden. In der Vergangenheit aber verbreiteten sich Tarockkarten, die auf denen aus Mailand, dem Tarot de Marseille, basierten, im 16. Jahrhundert nach Frankreich und in die Schweiz und später im 18. Jahrhundert nach Österreich und in Teile Westdeutschlands, bevor sie im 18. und 19. Jahrhundert durch Tarockkarten mit französischen Farben ersetzt wurden. In einigen Orten der Schweiz wird das Schweizer Tarot 1JJ mit italienischen Farben noch immer für Spiele verwendet.
Das venezianische Spiel Trappola, das auch italienische Farben hat, verbreitete sich auch nordwärts nach Deutschland, Österreich-Ungarn und Polen, bis es Mitte des 20. Jahrhunderts ausstarb. Das griechische Wort für Spielkarte, „Τράπουλα“, ist sogar eine Transliteration von Trappola. Es könnte im 16. Jahrhundert von den venezianisch besetzten Ionischen Inseln in die griechische Sprache gelangt sein. Auf Korfu produzierte Aspioti-ELKA bis zum Griechisch-Italienischen Krieg Karten mit venezianischem Bild.

## Italienische Bilder
| Bergamasche           |           |        |        |         |
| Trevigiane            |           |        |        |         |
| Triestine             |           |        |        |         |
| Trentine              |           |        |        |         |
| Bresciane             |           |        |        |         |
| Bolognesi             |           |        |        |         |
| Italienischer Name    | Spade     | Coppe  | Denari | Bastoni |
| Wörtliche Übersetzung | Schwerter | Kelche | Münzen | Stäbe   |

Die traditionellen (nord-)italienischen Kartendesigns sind eng mit den spanischen verwandt und haben die gleichen Farben: Kelche, Münzen, Schwerter und Stäbe. Es gibt jedoch bemerkenswerte optische Unterschiede. So stellen sie gerade zeremonielle Stäbe und nicht grobe Keulen (oder Äste) dar, wie im spanischen Blatt. Die Schwerter, im Gegensatz zur europäischen Gestaltung wie man im spanischen Blatt sieht, wie ein Krummsäbel gebogen. Darüber hinaus sind die Kelche im norditalienischen Design eher eckig, oft sechseckig, im Gegensatz zu den runden Kelchen mit Henkeln im spanischen Blatt.

### Trentine, Bresciane und Bergamasche

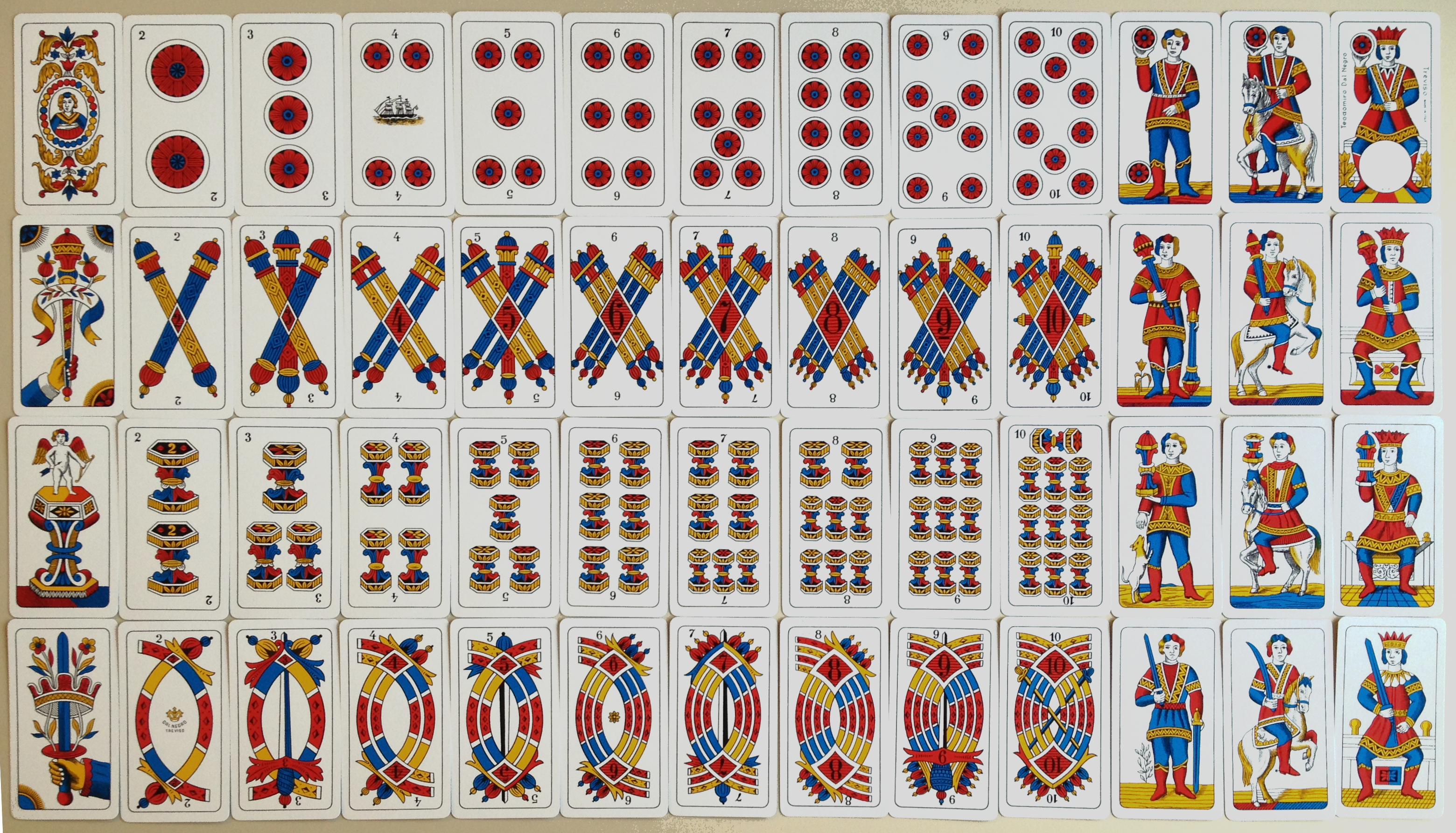
Trentiner Bild

Diese drei Kartenbilder sind eng miteinander verwandt und entstanden zeitgleich. Das Trentiner Bild gilt als das älteste erhaltene italienische Kartenbild und ist der Ursprung der Brescianer und Bergamascher Bilder. Auch Trappola-Karten könnten diesem Bild entstammen.
Trentiner Karten werden in Sätzen zu 40 oder 52 Karten verkauft. Dem kleineren Kartensatz fehlen die Achten bis Zehner. Der größere Kartensatz enthält ein Jokerpaar. Alle Könige sitzen auf Thronen, und die Karten sind nicht umkehrbar. Die Karten verwenden nur fünf Farben: Schwarz, Weiß, Rot, Blau und Gelb, was zu Bildkarten mit blauem, gelbem und rotem Haar geführt hat. Trentiner Zahlenkarten haben ebenfalls Ziffern, allerdings nicht immer in der Ecke. Diese Karten sind breiter als die beiden unten.
Das Bresciane-Bild wird nur in Sätzen zu 52 Karten geliefert und die Karten sind nicht umkehrbar. Die Karten sind etwas bunter, mit zusätzlichen Grün- und Brauntönen. Nur die Schwert-7 und Schwert-9 sind nummeriert und die Nummern befinden sich innerhalb der Symbole. Das vollständige Bresciane-Deck mit 52 Karten wird für das traditionelle lokale Spiel Cicera Bigia verwendet, als Alternative zum Entfernen der 8er, 9er und 10er, um das italienische Standard-40-Karten-Deck für Spiele wie Briscola und Scopa zu erhalten.
Das Bergamasche-Bild wird nur in Sätzen zu 40 Karten geliefert. Sie sind beidseitig verwendbar, d. h. sie können umgedreht werden. Keine der Zahlenkarten ist nummeriert, und die Gesichter der Figuren sind farbig.

### Trevisane und Triestine
Das Trevisane-Bild, auch als das Trevigiane-Bild, Venezianer oder Veneto-Bild, ist in Sätzen zu 40 oder 52 Karten erhältlich. Dem kleineren Kartensatz fehlen die Werte 8 bis 10, während das größere oft zwei Joker enthält, um es auf 54 Karten zu erweitern. Die Bildkarten sind beidseitig verwendbar, und die Zahlenkarten haben Eckindizes.
Eng verwandt ist das Triestine-Bild, das Mitte des 19. Jahrhunderts erfunden wurde und einst in 52 Kartensätzen erhältlich war, heute aber nur noch in 40er-Kartendecks verkauft wird. Obwohl die Werte 8 bis 10 entfernt wurden, sind die Bildkarten weiterhin von 11 bis 13 nummeriert. Die Bildkarten sind beidseitig verwendbar, wobei jede Hälfte durch ein weißes Beschriftungsfeld getrennt ist. Dies ist das einzige Deck, bei dem sowohl Bild- als auch Zahlenkarten nummeriert sind, allerdings nicht immer in der Ecke. Dieses Bild findet sich auch an der Küste Kroatiens und Sloweniens, entsprechend dem Stato da Mar der Republik Venedig.

### Primiera Bolognese und Tarocco Bolognese

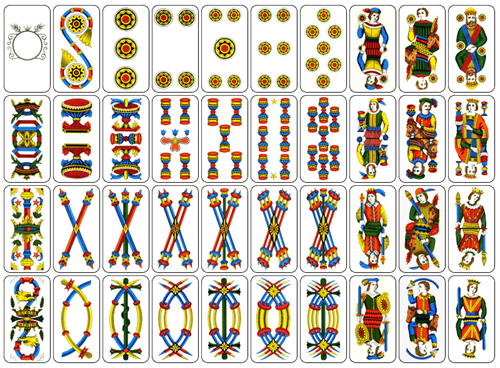
Primiera Bolognese Bild

Die Karten von Bologna werden in zwei Sätzen verkauft: das Primiera-Bolognese-Bild mit 40 Karten und dem Tarocco Bolognese mit 62 Karten. Das Primiera-Bild wird für Standardspiele wie Primero verwendet, während das Taroccoblatt für Tarocchini verwendet wird. Das Primiera-Bild umfasst die Werte Ass bis 7, Bube, Reiter und König. Das Taroccoblatt umfasst die Werte 6 bis 10: Bube, Reiter, Dame, König und Ass. Alle Werte, die ihnen gemeinsam sind, erscheinen sehr ähnlich, sind aber nicht identisch.
Auch die Trumpfkarten des Taroccoblatts unterscheiden sich von denen anderer Tarocke. Es gibt zwar 21 Trumpfkarten, aber nur die Trümpfe 5 bis 16 sind nummeriert, und vier der niedrigeren Trümpfe gelten als gleichwertig. Der Narr oder Bagatto ist ein unnummerierter Trumpf und gilt als niedrigste Karte. Alle Bildkarten und Trümpfe sind beidseitig verwendbar. Taroccoblätter von Dal Negro enthalten zwei Joker, die in keinem Tarocchini-Spiel verwendet werden.

### Tarocco Piemontese und Schweizer 1JJ
Der Tarocco Piemontese ist ein 78-Karten-Tarockblatt aus dem Piemont und das beliebteste Tarockblatt in Italien. Es ist vom Tarot de Marseille abgeleitet. Im Gegensatz zum traditionellen Piemontesi-Deck, das französische Farben verwendet, verwendet das Tarock italienische Farben. Der Narr wird mit 0 nummeriert, obwohl er keine Trumpfkarte ist. Trümpfe und die meisten Zahlenkarten haben Indizes in modernen arabischen Ziffern (Trümpfe, Kelche und Münzen) oder römischen Ziffern (Schwerter und Stäbe). Die Bildkarten und Trümpfe sind umkehrbar. Die Kartenspiele von Dal Negro enthalten zwei Joker, die bei Tarockspielen nicht verwendet werden.
Das Schweizer Tarot 1JJ ist ein 78-Karten-Tarock, das vom Tarot de Besançon, einem Ableger des Marseiller Tarocks, abstammt und in einigen Teilen der Schweiz noch immer verwendet wird. Obwohl die Trumpfkarten italienische Farben haben, sind sie auf Französisch oder Deutsch beschriftet. Sie sind nicht umkehrbar, und die Trumpf- und Zahlenkarten werden mit römischen Ziffern indiziert. Die Rätoromanen spielen damit Troccas und die Deutschschweizer Troggu.